# Épulis
 Mise en garde médicale
Les épulis sont des tumeurs bénignes de la muqueuse buccale très fréquentes. Souvent sans gravité, elles peuvent cependant entraîner une gêne fonctionnelle ou esthétique qui peut nécessiter leur ablation.

## Description
L’épulis a l’aspect d’une masse non douloureuse, exophytique, en forme de framboise, molle ou ferme de taille variable, avec une surface lisse ou lobulée.
Histologiquement, l’épulis se présente sous différentes formes : épulis inflammatoire, à cellules géantes, fibreuse, gravidique, congénitale, granulomateuse ou fissuratum.